# Eretteo
L'Eretteo (in greco antico: Ἐρέχθειον?, Eréchtheion) è un tempio ionico greco del V secolo a.C., che si trova sull'Acropoli di Atene. È un tempio duplice.

## Storia

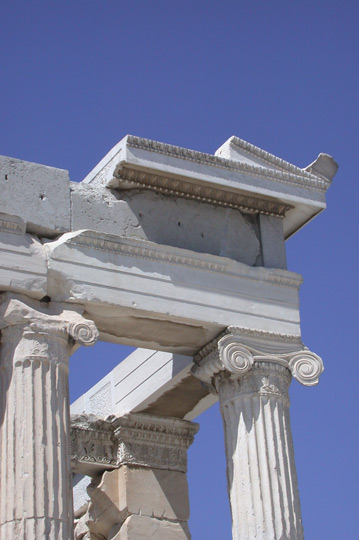
Dettaglio del portico settentrionale

Nonostante la grande importanza del culto tributato ad Atena nel grande tempio (prima l'Ekatónpedon, poi il Partenone) sulla sommità dell'Acropoli, questo santuario, dedicato alla dea Atena Poliade (protettrice della città), era legato a culti arcaici e alle più antiche memorie della storia leggendaria della città, costituendo il vero nucleo sacro dell'Acropoli e dell'intera città. In questo luogo si sarebbe infatti svolta la disputa tra Atena e Poseidone: vi si custodivano le impronte del tridente del dio su una roccia, un pozzo di acqua salata da cui sarebbe uscito il cavallo, dono del dio, e l'olivo, donato dalla dea Atena alla città. Qui il re Cecrope, metà uomo e metà serpente, avrebbe consacrato il Palladio, la statua della dea caduta miracolosamente dal cielo. Il santuario ospitava inoltre le tombe di Cecrope, di Eretteo e un luogo di culto dedicato a Pandroso, la figlia di Cecrope amata dal dio Ermes.
L'Eretteo venne costruito in sostituzione del tempio arcaico (VI secolo a.C.) avente la stessa funzione votiva, di cui restano le fondamenta tra l'edificio più recente e il Partenone; in epoca romana il nuovo edificio prese il nome di "Eretteo" (Erechtheíon, ovvero "colui che scuote"), dall'appellativo di Poseidone.
Iniziata da Alcibiade nel 421 a.C. in un momento di relativa pace, la costruzione fu interrotta durante la spedizione in Sicilia (Guerra del Peloponneso) e ripresa negli anni 409-407 a.C., come attestano i rendiconti finanziari conservati al Museo epigrafico di Atene e al British Museum.
Costruito in marmo pentelico, l'Eretteo è opera dell'architetto Filocle. La necessità di ospitare i diversi culti tradizionali, collocati su un'area con un forte dislivello (più elevata a sud-est e più bassa di circa 3 m a nord-ovest) determinò una pianta insolita.

## Descrizione

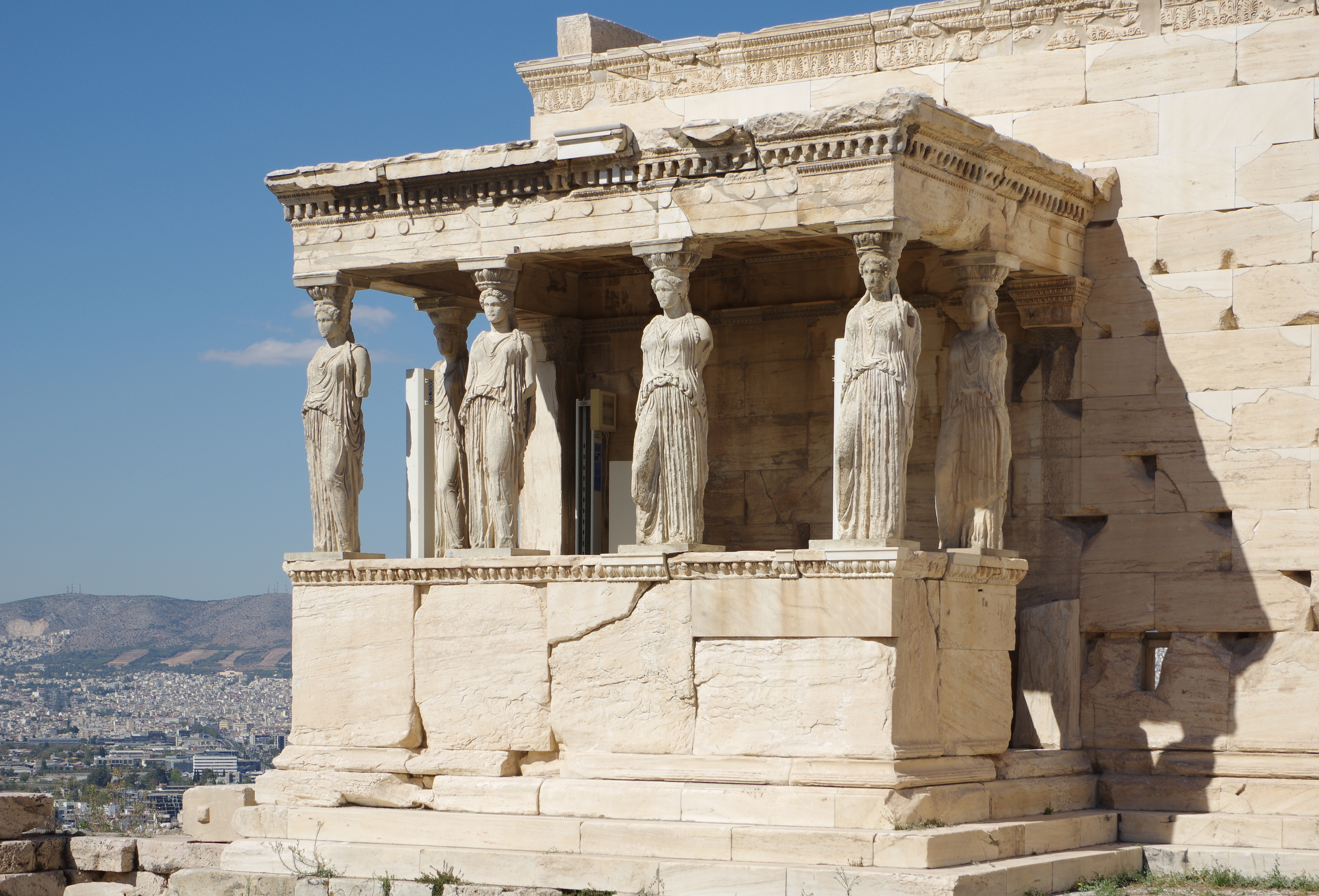
La loggia con le Cariatidi

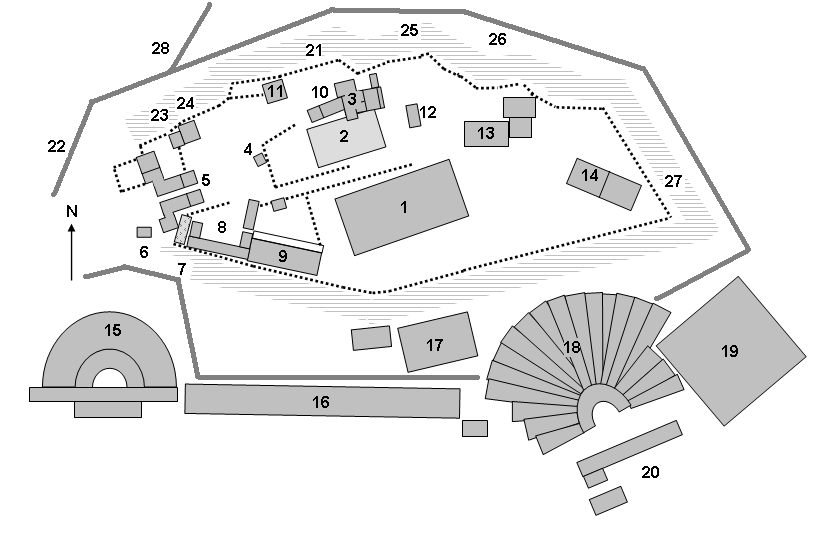
Pianta dell'Acropoli di Atene: l'Eretteo è il numero 3.

Il tempio è prostilo (ovvero con colonne nella parte anteriore), con sei colonne ioniche sulla fronte a est; a ovest gli intercolumni (spazi tra le colonne) sono chiusi da setti murari dotati di ampie finestre e le colonne si presentano all'esterno come semicolonne sopraelevate sul muro di 3 metri costruito per superare il dislivello del terreno. L'interno era suddiviso in due celle a livello diverso e non comunicanti tra loro: quella orientale, più alta, alla quale si accedeva dal pronao esastilo, che ospitava il Palladio, e quella occidentale più in basso, suddivisa in tre vani: un vestibolo comune dava accesso a due vani gemelli che ospitavano i culti di Poseidone e del mitico re Eretteo. Al corpo centrale si addossano la loggia con le Cariatidi a sud, che custodisce la tomba del re Cecrope, e un portico a nord, più sporgente del corpo centrale verso ovest, costruito per proteggere la polla di acqua salata fatta sgorgare da Poseidone. Il portico è costituito da quattro colonne in fronte e due di lato; da qui si accede sia alla cella per il culto di Poseidone e di Eretteo, sia ad una zona a cielo aperto davanti al basamento pieno che sorregge le semicolonne della fronte occidentale, dove si trovavano l'ulivo di Atena e la tomba di Pandroso (Pandroseion).

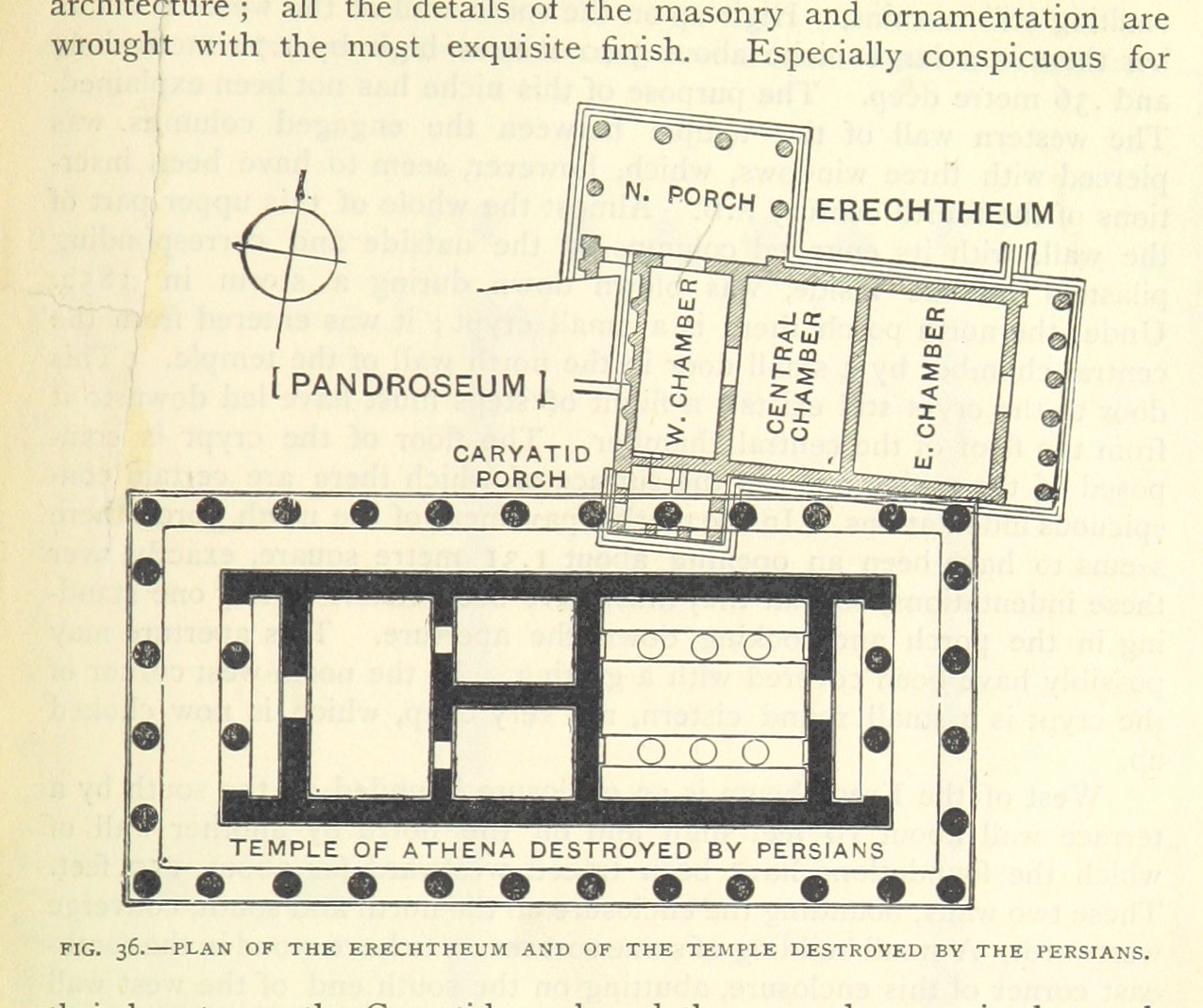
Pianta del complesso.

Le colonne si presentano particolarmente snelle ed eleganti e il tempio era ornato da una raffinata decorazione: le basi delle colonne, la fascia decorativa che sormonta e corre lungo le pareti del corpo centrale con un motivo di fiori di loto e palmette; il fregio continuo lungo l'esterno della costruzione, in pietra scura di Eleusi, sulla quale erano applicate figure scolpite in marmo bianco (con un gusto che, come annota Bianchi Bandinelli, sembra anticipare quello tardo ellenistico dei cammei in vetro a fondo azzurro). Particolarmente ricche le decorazioni del portico a nord, negli intrecci sulle colonne e nel fregio ornamentale della porta d'ingresso. Bronzi dorati, dorature, perle vitree in quattro colori sottolineavano la ricchezza dell'alzato.

## I lavori di restauro
I primi lavori di restauro sul monumento iniziarono tra il 1837 e il 1846, poi tra il 1902 e il 1909. Più recentemente tra il 1979 e il 1987. L'ultimo intervento ripristinò delle parti e tolse le cariatidi originali per sostituirle con delle copie. Le Cariatidi, forse opera dello scultore Alcamene, sono conservate nel Museo dell'Acropoli. Mentre una delle cariatidi angolari, rimossa da lord Elgin, si trova al British Museum di Londra.
Nel biennio 2014-2015 sono stati eseguiti degli interventi sulle fondazioni che oggi permettono di mostrare i resti dell'antica basilica costruita nel VII sec d.C.

## Galleria d'immagini

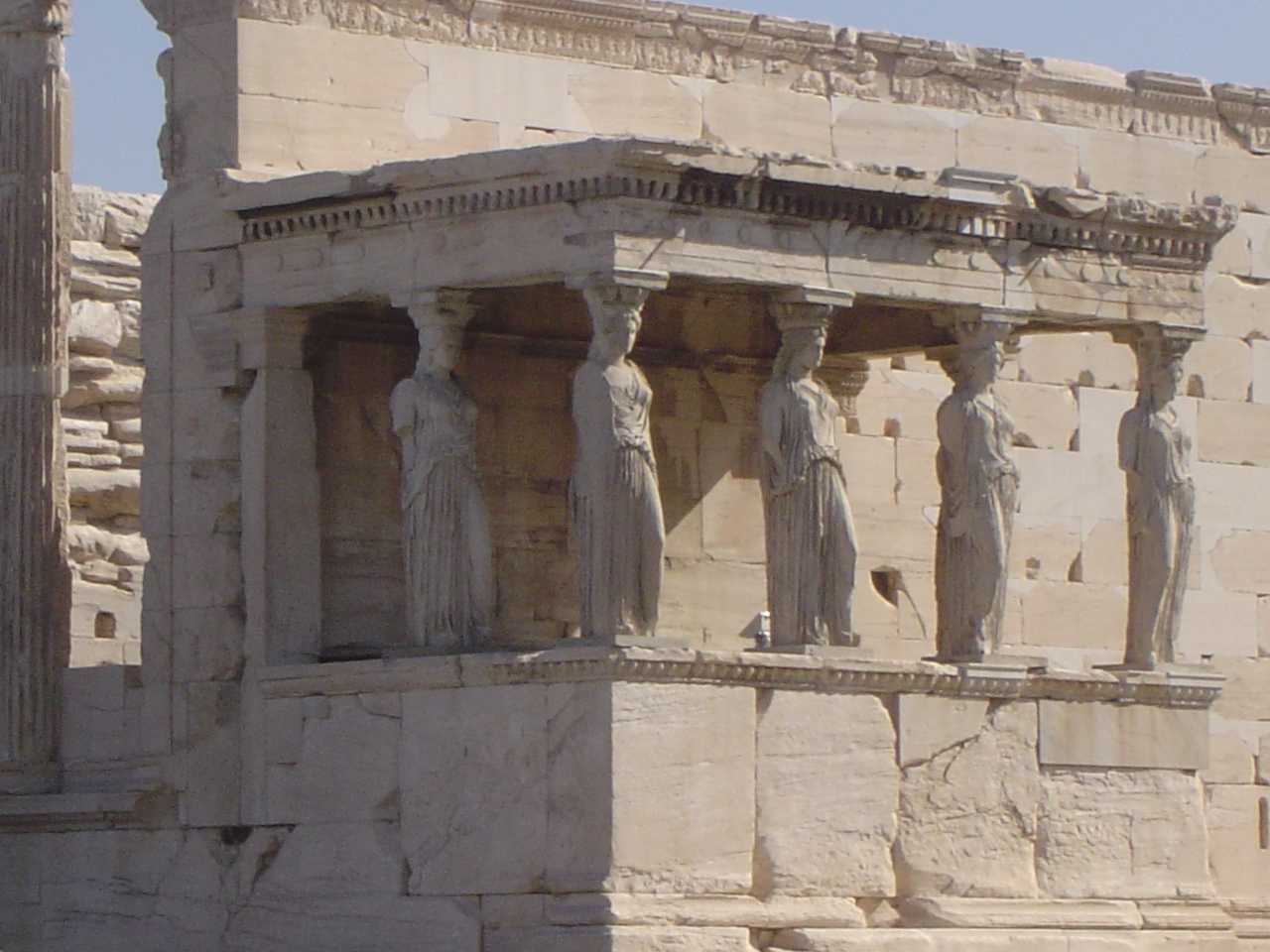
Le cariatidi viste da sud-ovest
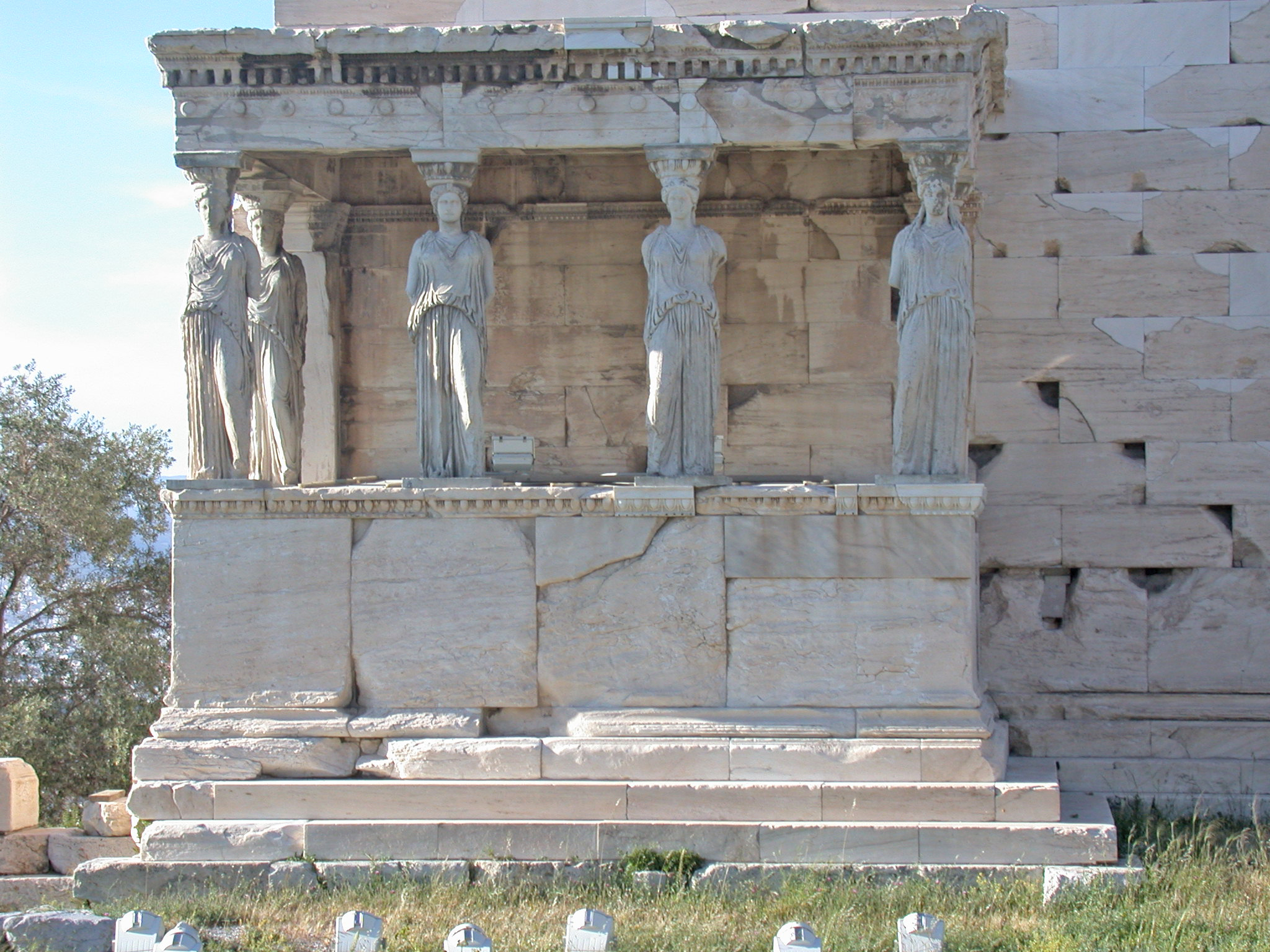
Vista frontale della loggia delle Cariatidi
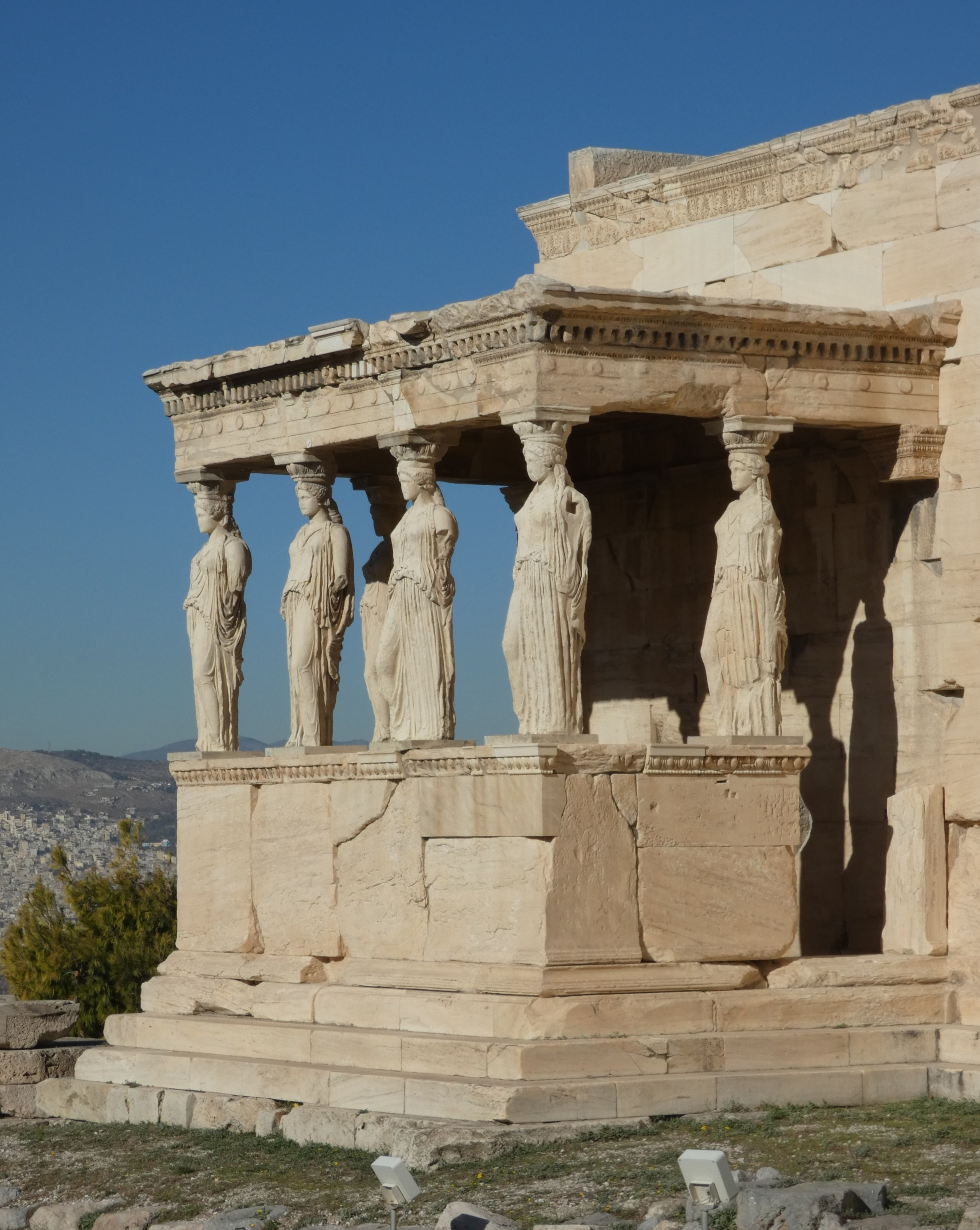
La loggia vista da est
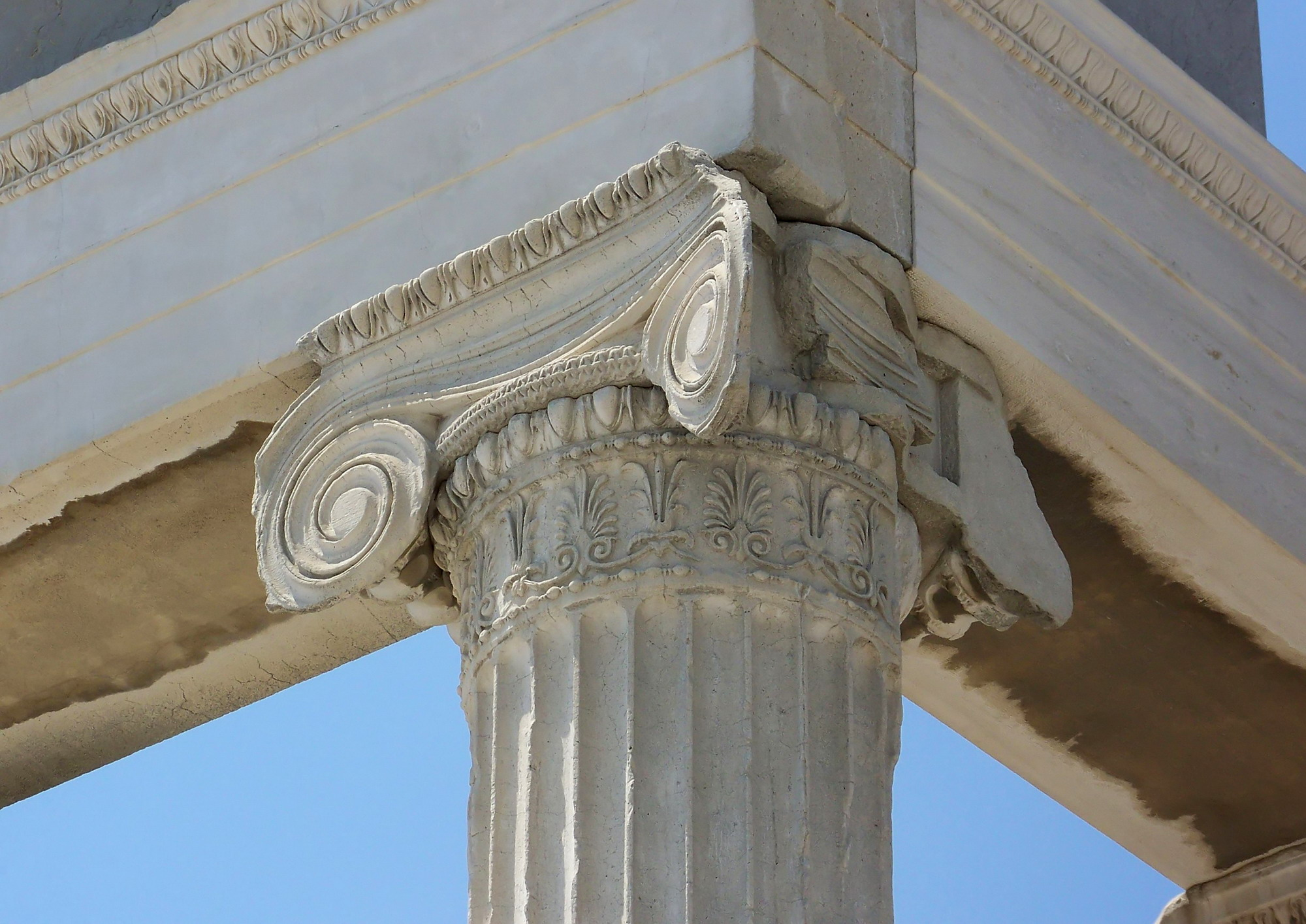
Capitello ionico angolare del tempio
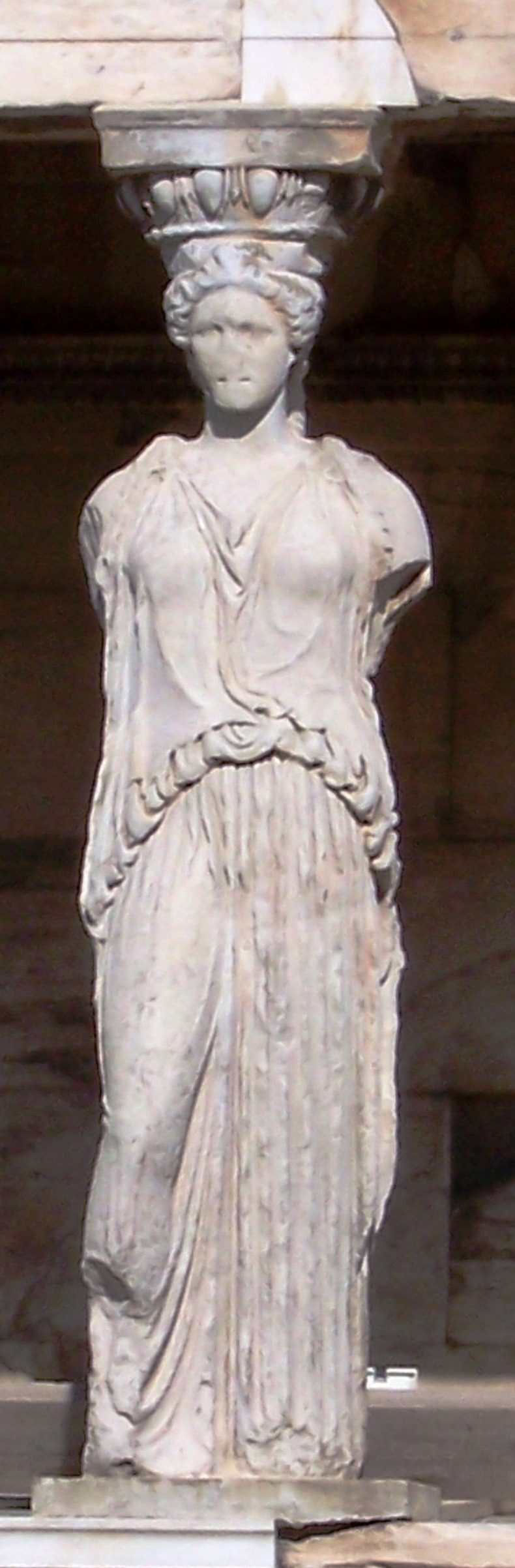
Una delle Cariatidi (calco) nella loggia.
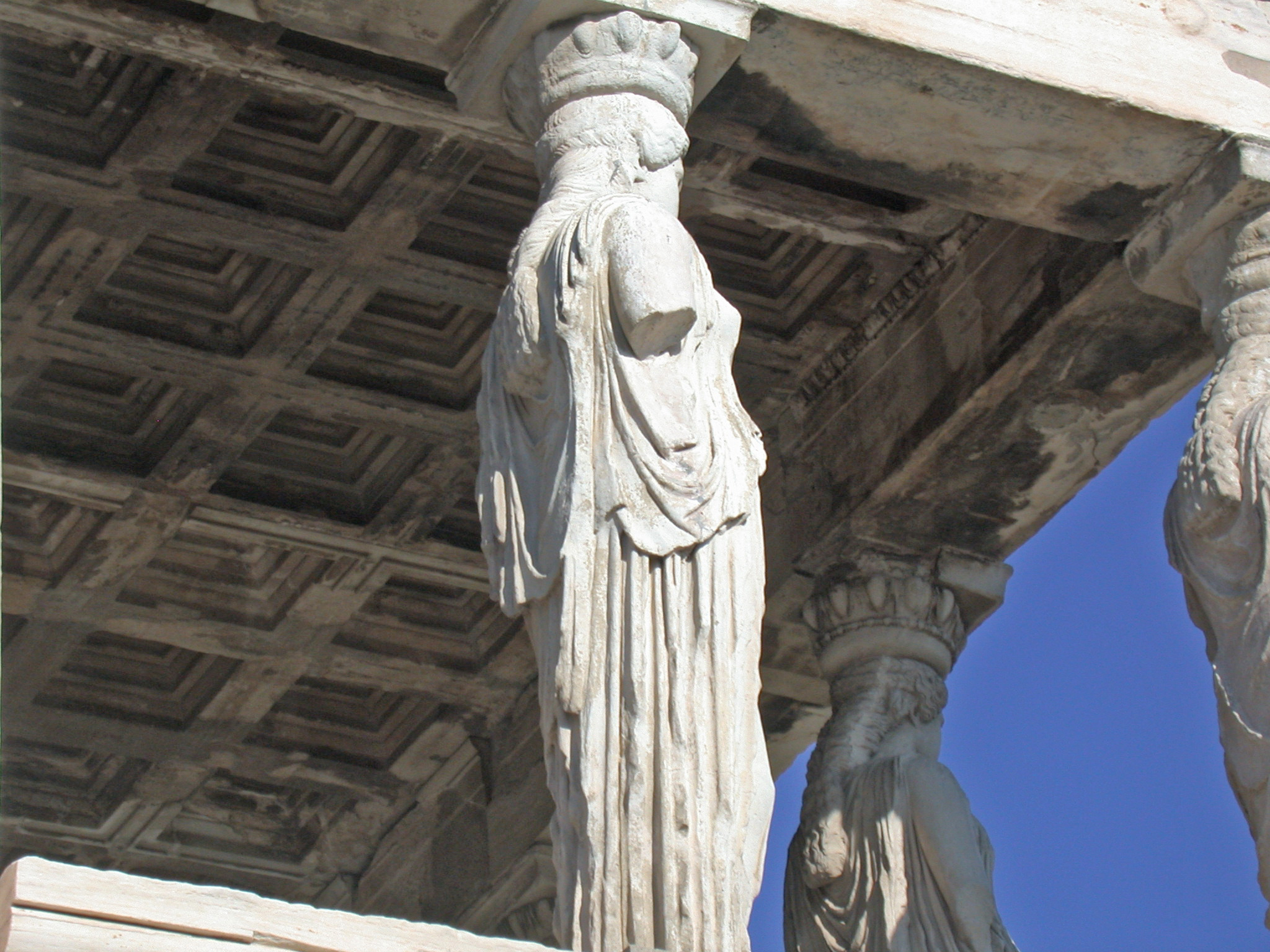
Il soffitto della loggia delle Cariatidi
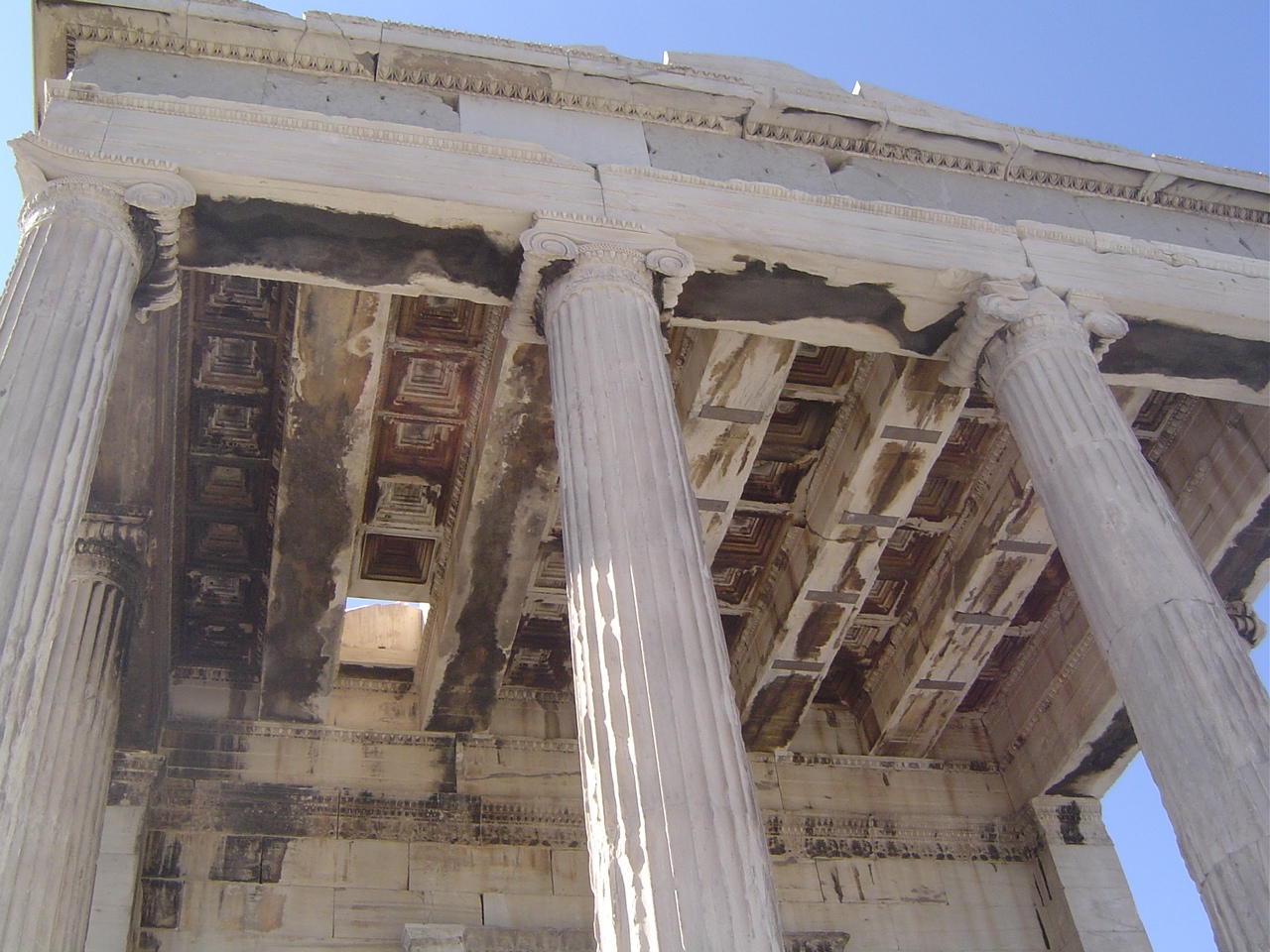
Vista del soffitto a cassettoni